# Radamés Treviño
Radamés Eliud Treviño Llanas (7 de dezembro de 1945 — 12 de abril de 1970) foi um ciclista olímpico mexicano. Representou sua nação em três eventos nos Jogos Olímpicos de Verão de 1968.